# Statue d'Andries Pretorius (Graaff-Reinet)
La statue d'Andries Pretorius située près de Graaff-Reinet en Afrique du Sud, rend hommage à Andries Pretorius (1798-1853), un fermier et général boer, chef des Voortrekkers, qui a joué un rôle majeur durant la bataille de Blood River (1838), mais aussi lors de la fondation de la république éphémère de Natalia et lors de l'indépendance du Transvaal. 
Réalisé par Coert Steynberg et inauguré le 27 novembre 1943 par Gustav Preller, le monument à Pretorius rend également hommage aux bœufs afrikaners qui tiraient les chariots. Il est situé depuis novembre 2012 à l'entrée du Parc national de Camdeboo. 

## Descriptif

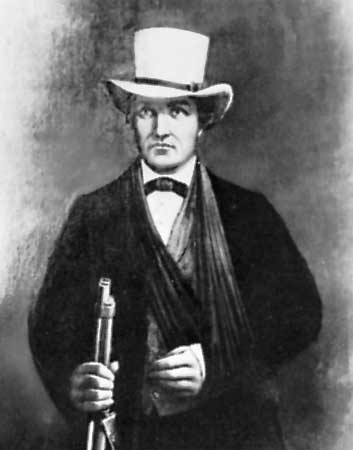
Le portrait le plus connu d'Andries Pretorius qui servit de modèle à la statue.

Le monument en granit de 5m de hauteur représente le buste de Pretorius, d'après le plus célèbre de ses portraits, le regard porté au nord, la main gauche posée au dessus d'une représentation de chariot voortrekker et la main droite tenant le canon d'un fusil. Sur les côtés du piédestal sont représentés deux têtes de bœufs à longue corne pour rendre hommage à leur rôle dans le grand Trek. 
L'inscription "Eenmaal sal daar wel 'n wiel oor ons wereld rol wat vir u en vir my onkeerbaar is" figurant sur le monument est extrait d'un échange de Pretorius avec Harry Smith en 1848 signifiant un jour, la roue tournera dans notre monde et ni vous ni moi ne pourront l'arrêter.

## Localisation
Depuis 2012, le monument est situé à l'entrée du Cambedoo National Park.

## Historique
Sculptée par Coert Steynberg, la statue d'Andries Pretorius fut inaugurée le  27 novembre 1943 par Gustav Preller, le jour anniversaire de la naissance de Pretorius. Elle est alors située à 2 km de la ville de Graaff-Reinet, sur la route N9 menant vers Middelburg qui fut celle des Voortrekkers allant vers le nord. L'endroit aurait été aussi celui où Pretorius aurait rassemblé son groupe avant de partir vers le Natal. 
Le monument à  Pretorius a été déplacé en 2012 sur son emplacement actuel à l'entrée du Parc national de Camdeboo pour le protéger du vandalisme.